# فحص جهاز الدوران

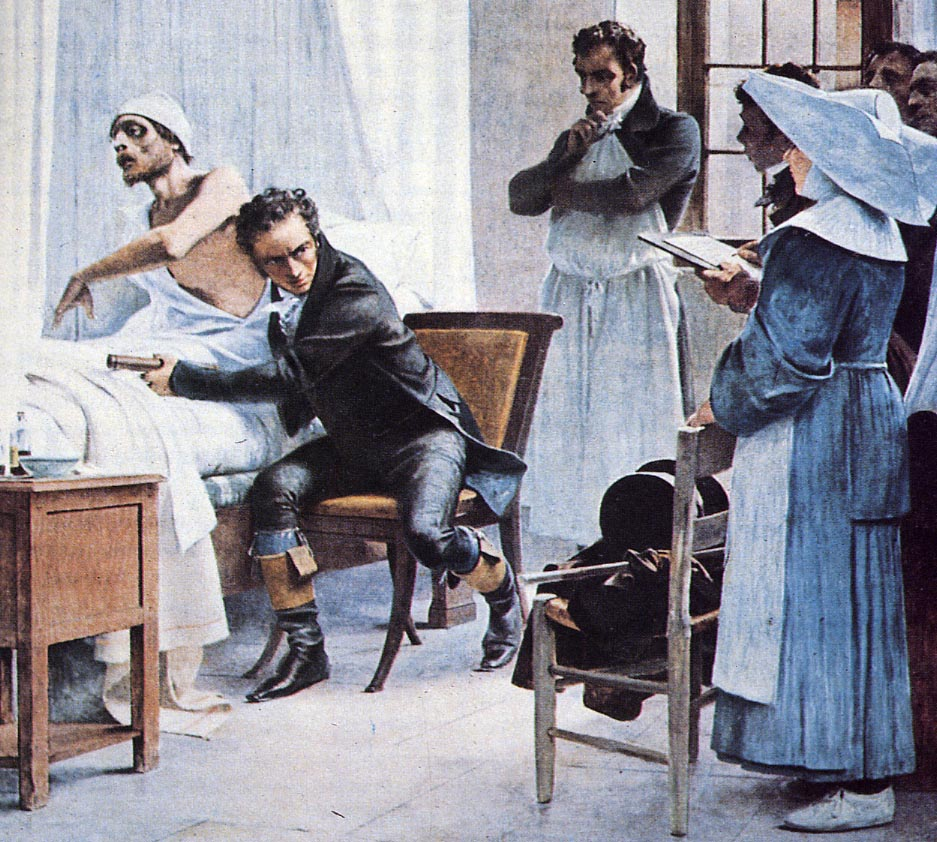

فحص جهاز الدواران أو فحص القلب والأوعية الدموية أو الفحص القلبي الوعائي هو جزء من الفحص الطبي الجسمي المتضمن تقييم جهاز الدوران. تختلف المحتويات الدقيقة للفحص اعتمادًا على الشكوى المقدمة ولكنه عادة ما يتضمن فحص القلب وفحص الأوعية الدموية الطرفية.
يُفضل أداء بعض أجزاء الفحص أثناء جلوس المريض(مثل لغط الشريان السباتي)، في حين يُفضل الاستلقاء بزاوية 30 أو 45 درجة أثناء أجزاء أخرى من الفحص، وقد يمكن تقييم بعض الأجزاء (مثل أصوات القلب) في كلا الموضعين، ويمكن تحديد شروط معينة عند إجراء المعاينة الطبية، ويشمل الفحص:
- معدل ضربات القلب وإيقاعها
- أصوات القلب
- لغط القلب، واحتكاك غشاء التامور، ونظم الخبب
- نبضة القمة

## فحص القلب
تضمن فحص القلب فحص الشخص بحثًا عن علامات أمراض القلب. ويُعتبر الصدر هو المنطقة الرئيسية التي تم فحصها، ولكن المناطق الأخرى التي يتم معاينتها تشمل اليدين والرأس والكاحلين.

### التأمل والجس
- يستمر فحص القلب مع بقاء المريض في حالة الراحة كما كان. قبل تحريك أي غطاء، يجب أن يُسأل المريض عما إذا كان من المقبول تحريكه. إذا قال نعم، يجب نزع قميص المريض أو بنطاله أو عباءته ويجب إنزال الغطاء إلى أسفل الضلع السفلي حتى يتسنى للطبيب رؤية الصدر بالكامل. يمكن لتأمل (النظر إلى) المريض عن كثب أن يظهر حركات البطينين أو نقطة نبضة القمة (PMI). يمكن تحديد حالات معينة عند التأمل.
- يمكن أن يساعد لمس المريض (المعروف أيضًا باسم الجس) في تحديد السحبات والرفعات (شعور بجدار الصدر يندفع نحو الخارج)، والهرير (شعور بالاهتزاز في جدار الصدر، عادةً مع نفخات عالية اللحن)، والدفعات (شعور يحدثه القلب عندما يضغط على جدار الصدر) وصوت القلب الأول (S1) والثاني (S2) (أصوات اندفاع الدم التي ترتبط بمراحل مختلفة من نبضة القلب).
- يمكن للطبيب بعد ذلك أن يطلب من المريض الاسترخاء بينما يُرفع ظهر طاولة الفحص بزاوية 30-45 درجة. من هذا الموضع، يمكن تقدير الضغط الوريدي الوداجي (JVP). نظرًا لأن الوريد الوداجي الداخلي الأيمن يتدفق مباشرة إلى الوريد الأجوف العلوي ثم الأذين الأيمن، فهو يعتبر تقدير جيد للضغط الوريدي المركزي. يمكن تقييم الضغط الوريدي الوداجي عن طريق قياس بعد أعلى نقطة نبضان (للوريد الوداجي الأيمن) عن الزاوية القصية (المفصل بين قبضة القص وعظم القص). أي بعد أكبر من 3 سم يعتبر مرتفع. عندما يكون المريض مستلقيًا، يكون من الأسهل أيضًا تحسس مؤشر نبضة القمة. من خلال مطالبة المريض بالانحناء إلى يساره (وضعية الاستلقاء الجانبي الأيسر)، يمكن أن يصبح مؤشر نبضة القمة أكثر وضوحًا. اعلم أنه في بعض الأمراض (كتضخم البطين الأيمن) قد لا يتوافق مؤشر نبضة القمة دائمًا مع النبض القمي، وفي هذه الحالة يطلق عليه اسم نبضة القمة المنزاحة. اعتمادًا على مظهر المريض، قد تُكشف السحبات والرفعات والهرير والدفعات وأصوات القلب بشكل أفضل عند الاستلقاء أو الجلوس أو حتى الانحناء إلى الأمام.[3]

## قياس العلامات الحيوية
- يبدأ الفحص الجيد للقلب من النظرة الأولى على المريض. يراقب الأطباء عن بعد لون الجلد ومعدل التنفس والحالة العاطفية لمرضاهم قبل بدء الفحص. يجب قياس ضغط الدم ومعدل ضربات القلب بدقة، فهذه قياسات مباشرة لجودة عمل القلب. يمكن استخدام سوار ضغط الدم الأوتوماتيكي، ولكن يمكن لأخصائي الرعاية الصحية أيضًا استخدام جهاز قياس ضغط الدم وسماعة الطبيب. يجب وضع قمع السماعة الطبية فوق الشريان العضدي عند قياس ضغط الدم يدويًا: يعطي مقياس الضغط عند سماع أول نبضتين للقلب ضغط الدم الانقباضي؛ عندما تختفي الأصوات، يعطي المقياس ضغط الدم الانبساطي. سيكون ضغط الدم الانقباضي الطبيعي أقل من 120 ملم زئبق، وضغط الدم الانبساطي الطبيعي سيكون أقل من 80 ملم زئبق. قد يشير ضغط الدم الذي يزيد عن 15 ملم زئبقي بين الذراع اليمنى واليسرى إلى وجود مشكلة في الأوعية الدموية للمريض.[4]
- يتراوح معدل ضربات القلب الطبيعي بين 60 و100 نبضة في الدقيقة. يمكن قياس ذلك في أي مكان يمكن جس النبض فيه، ولكن يُقاس عادةً من الشريان الكعبري. يجب قياس العلامات الحيوية مرتين على الأقل خلال كل لقاء مع المريض، مع إتاحة أكبر قدر ممكن من الوقت بين القياسات (على سبيل المثال، مرة في بداية الزيارة ومرة في نهايتها). يمكن كتابة معدل ضربات القلب والنظم الطبيعي على أنه «RRR».[5]